# Canh Hiệp
Canh Hiệp là một xã thuộc huyện Vân Canh, tỉnh Bình Định, Việt Nam.
Xã Canh Hiệp có diện tích 124,03 km², dân số năm 2002 là 1485 người, mật độ dân số đạt 12 người/km².

## Hành chính
Xã Canh Hiệp được chia thành 5 đvhc (1 thôn, 4 làng):
- 1 thôn: 4.
- 4 làng: Canh Giao, Hiệp Hưng, Hiệp Tiến, Suối Đá.